# Franjo Primi
Franjo Primi, hrvatski pripadnik pokreta otpora u Drugome svjetskom ratu
Radi organizacija NOP-a u Splitu sve se više širio te se ukazala potreba za tijelom koje će koordinirati mnoštvom akcijskih odbora. Na inicijativu Pokrajinskog komiteta i na prijedlog Mjesnog komiteta KPH za Split, Akcioni odbor brodogradilišnih radnika pozvao je akcijske odbore u Splitu da se održi sastanak predstavnika svih tih odbora, a radi stvaranja Gradskog  narodnooslobodilačkog odbora Splita. 6. travnja 1942. održan je osnivački sastanak. Izabrano je 10 odbornika, od čega su politički bili šest članova KPH, jedan HSS-a, jedan SDS-a i dva simpatizera Komunističke partije, a po društvenom sastavu u tri radnika, jedan obrtnik, jedan državni službenik, jedan trgovac, jedan intelektualac, jedan težak, jedna radnica i jedan omladinac. Franjo Primi bio je među tim odbornicima, a ostali su bili Ivo Amulić (predsjednik), Nikola Aračić-Đađa, Marija Cecić, Pjero Šegvić, Paško Ninčević, Dalibor Soldatić, dr Milivoj Visković, Perica Šegvić i Jozo Kovačević. Kad je Amulić otišao iz Splita, za predsjednika je lipnja 1942. izabran skladatelj Ivo Tijardović.:267.
Po Frani Primiju danas se zove ulica u gradu Hvaru.